# 스노보드
스노보드(snowboarding)는 눈 위에서 탈 수 있는 넓은 스키 형태의 장비 또는 그 장비를 사용해 눈 덮인 슬로프를 내려오는 레크리에이션의 일종이자 스포츠와 같은 경쟁적인 활동이다. 보드 하나 당 1인 사용이며 주로 스키장의 슬로프 위에서 즐길 수 있다. 눈 위에서 타야 하는 습성상 한국에서는 겨울에만 탈 수 있다. 타는 방법은 스키와 비슷하지만 두 발이 하나의 판에 묶여 있어 스키보다 다소 위험할 수도 있다. 현대적 의미의 스노보드는 1976년 북미 스노보드 협회(North American Snowboard Association)가 창설되며 시작되었다. 스노보드를 타는 것을 지칭하는 스노보딩(snowboarding)은 스키와 스케이팅, 서핑을 하나로 조합한 것이라 할 수 있다.

## 유래
1959년 미국 산악지대에서 사냥을 할 때 사용하던 스키의 불편함을 보완하기 위해 널빤지를 이용한 것이 스노보드 역사의 시작이 된다. 1959년 최초로 이용된 이후 1960년 미국에서 스포츠로 발전하였다.

## 역사
1965년 12월 25일, 셔먼 포펜(Sherman Poppen)이라는 미국 서퍼가 딸의 스키 두 쪽을 묶어 눈에서 미끄러져 내려가는 걸 시작으로 만들어낸 '스너퍼(Snurfer)'라는 발명품을 시작으로 체계적으로 스노보드가 만들어지기 시작한다. 그 후 제이크 버튼(Jake Burton)이 보다 나은 컨트롤을 위해 보드에 가죽으로 끈을 달아 스너프 프레익(Snurf freak)을 만든다. 그리고 그는 버몬트에서 회사를 차려 나무로 된 보드를 제작하는 성과를 이룬다. 1970년대 중반 세계 챔피언 스케이드 선수인 톰 심스(Tom Sims)가 스노보드 제작을 시작했다. 그리고 1976년 북미 스노보드 협회의 발족이 계기가 되어 '스노보드'란 명칭으로 불리기 시작한다. 1970년대 말, 보드에 바인딩이 부착되었다.
초창기에 스노보드는, 스키장 슬로프에 골을 만들고, 위험하다는 이유로 스키 에어리어에 들어가는 것이 금지되었고 리프트도 이용할 수 없었으나 1980년대부터 개방되기 시작한다. 이는 80년대 초 기술발달로 보드가 눈에서 미끄러지기 쉽게 만들어졌다는 점과, 당시 젊은이들 사이에서 불던 스케이트보드의 영향을 받은 것이라 할 수 있겠다. 1987년에는 열렬한 스노보더 단체의 구상으로 첫 세계 챔피언 대회가 열렸다. 최근에는 스키인구 못지않은 많은 사람들이 스노보드를 즐기고 있으며 스노보드 전용 코스가 생기는 등 그 대중화가 계속되고 있는 추세다. 스노보드의 급속한 보급에 의해 '스노보드'라는 명칭이 붙은 지 불과 20년 만에 1998년 나가노 동계 올림픽에서 종목으로 채택될 정도로 성장한다. 스노보드가 대한민국에 처음 등장하기 시작한 때는 1980년대 초이다.

## 프리스타일 또는 알파인
- 프리스타일은 곡예 동작과 인공적으로 만든 작은 골자기인 하프-파이프(half-pipe) 타기로 이루어져 있다. 스케이트보더들이 이용하는 것과 비슷하지만 더 크다.
- 알파인 라이더들은 (지형을 이용하는 법은 다르지만) 스키어들처럼 산을 타고 내려온다. 소프트(프리 스타일) 장비를 알파인 스타일에 함께 쓸 수도 있다.

## 스탠스
스탠스란 보드에 올려 놓을 두 발의 위치를 말하며 일반적으로는 '앞에 놓을 발을 좌우 어느 발로 할 것인가'를 의미한다. 구체적으로는 양 발의 바인딩 폭(와이즈), 각도(앵글), 컨트(정강이 각도) 등을 포함한다. 양발을 두는 법, 앞에 두는 발의 차이에 따라 레귤러 스탠스와 구피 스탠스로 구분한다. 앞발은 축이 되게 하는 발이므로 힘껏 버티는 발을 놓고 뒷발에는 미묘한 보드 조작이 가능하도록 이용할 발을 둔다. 이처럼 스탠스 결정은 주로 뒷발에 의해 판단된다.

스노보드에 관심이 있다면 본인이 레귤러인지 구피인지부터 알아야 한다. 레귤러는 스노보드를 탈 때 왼 발이 앞으로 나가는 것을 말하는데, 대부분의 사람들이 레귤러로 균형을 잡는다. 반면 구피방식은 오른 발이 앞으로 나가는 것을 말한다.
<뒷발 판단 방법>
- 공을 차는 발
- 뒤에서 밀었을 때 앞으로 나오는 발
- 멀리뛰기와 허들에서 출발하는 발 등

## 스노보드 장비
스노보드의 몸체는 보드(판), 바인딩, 리슈코드, 부츠로 이루어져 있다.

### 보드(판)
최초의 스노보드는 합판이나 플라스틱을 이용했으나 최근 기술 발달에 따라 얇은 나무 판 위에 유리섬유, 플라스틱 합성수지를 덧 씌워 만들고 있다. 보드의 바닥은 폴리에스틸렌으로 이루어져 있다.
알파인과 프리스타일의 차이점은 구조에 있지 않고 디자인에 있다. 프리스타일 보드는 앞코와 뒤꼬리가 위로 올라갔기 때문에 에지를 덜 사용한다. 반면 알파인 보드는 앞코만 약간 올라가고 꼬리는 올라가지 않았기 때문에 에지 전체를 오랫동안 이용할 수 있다. 길이가 가장 짧은 보드는 하프 파이프 보드, 가장 큰 보드는 다용도 보드이다. 스피드와 카빙의 효과를 높이도록 설계된 레이스보드도 있다.
보드는 종류도 다양하고 수량도 많다. 각부의 폭과 길이, 강도, 휘는 정도의 차이에 따라 용도가 다르다.
- 길이

스노보드의 길이 선택은 제조사에서 제공하는 보드의 사양에 나와있는 한계체중에 따라 선택한하는 것이 바람직하다. 단, 보드의 길이에 따라 스텐스를 조절하는데 한계가 있을 수 있으므로 키에 비하여 체중이 많이 나가거나 적게 나가는 경우는 상황에 따라 선택한다.
- 폭

프리스타일계는 보드를차거나 착지하기 위해 안전성이 필요하므로 두껍다. 알파인계 보드는 턴할 때 회전 조작성을 중시하기 때문에 웨스트 폭(보드 중심의 좁은 부분)이 좁다.
- 유연성

체중과 다리 힘에 맞는 것을 고른다. 딱딱하면 다리 힘이 필요하므로 초보자들은 딱딱한 것보다 조금 부드러운 보드를 고르는 것이 좋다.

### 부츠
기본적으로 바깥부분인 아우터 셸과 안쪽부분인 이너부츠 2중으로 구성되어 있다. 셸의 소재, 구조의 차이 등에 따라 하드 부츠와 소프트 부츠로 나뉜다.
- 하드 부츠

아우터 셸은 플라스틱 제질로 딱딱하고 3~5개의 버클로꽉 조여서 발목의 움직임을 제한한다. 좋은 하드 부츠는 디자인이 비대칭 적이고 부츠 앞부분의 라이너가 뒤쪽 라이너보다 높고 더 뻣뻣해야 한다.
- 소프트 부츠

아우터 셸은 가죽과 합성섬유 등 부드러운 재질로 되어 있으며 끈으로 당겨 조임으로써 발목이 비교적 자유롭게 움직인다. 하드 부츠보다 움직임의 폭이 넓고 프리스타일의 기교와 하프 파이프 타기를 즐기는 라이더를 위한 시스템이다. 정확한 에징이 덜 중요한 깊은 가루눈에서도 편안하다.

《바인딩 채우는 장면》

### 바인딩
대부분의 스노보드 바인딩은 보드(판)와 분리되지 않는다. 보드(판)와 부츠를 연결해 주는 역할을 하는 바인딩은 정확하게 착용하는 것이 중요하다. 바르게 착용해야 편안하고 근육에 무리가 가는 것을 피할 수 있다.
- 플레이트(하드) 바인딩

주로 알파인보드에 적합하다. 부츠의 뒤꿈치를 베일에 걸고 발끝의 토클립을 조인다. 소프트 바인딩에 비하면 탁착의 수고는 없다.
- 소프트 바인딩

주로 프리스타일 보드에 적합하다. 합성수지 등 주로 플라스틱 제이며 2~3개의 스트랩으로 부츠를 고정하고 버클을 조여서 장착한다.
- 퀵타입

최근에는 타입이 개선되어 간단하게 장착할 수 있는 스텝인 타입의 종류가 늘어나고 있다.

### 리쉬코드(놓침 방지)
보드를 잘못해서 놓치는 것을 방지하기 위해 보드와 몸을 결합해 두는 코드이다. 제질은 염화 비닐, 실리콘, 체인, 와이어, 그물 등이 있으며 모양도 제각각이다.

## 스노보더의 복장
스노보드를 타는 사람을 스노보더라고 하며, 복장은 보온성과 방수성이 좋은 의류, 장갑을 기본으로 한다. 고글, 넥워머, 니트소재 모자, 따뜻한 양말 등을 착용하는 것이 좋다. 초보자, 숙련자 모두 무릎과 팔꿈치, 엉덩이 보호대와 머리 보호를 위한 헬멧을 사용하는 것이 바람직하다.

### 웨어
스키 웨어를 입어도 크게 문제가 되지는 않으나 스노보드는 스키보다 움직임이 많으므로 디자인이 비교적 헐렁한 것(특히 허리와 어깨)을 고르는 것이 좋다. 통풍성과 흡수성이 좋은 재질로 디자인된 옷이 좋다. 두 발이 묶여있는 특징 상 눈 위에 앉게되는 경우가 많아 엉덩이 부분이 젖는 경우가 많으므로 상의는 엉덩이를 덮을 정도로 긴 것이 좋다. 방수성, 방한성이 우수하고 충돌방지를 위해 밝은 색 옷을 입는 것이 좋다. 또한 넘어져서 미끄러져도 단거리에서 정지할 수 있는 소재나 디자인이 바람직하다. 무릎을 꿇는 경우도 있으니 바지도 방수가 잘되는 것을 입어야 하겠다. 또한 무릎 및 엉덩이 보호대를 착용할만한 충분한 공간이 있는 헐렁한 바지를 입는 것이 좋다.

### 글러브
사이즈는 다소 큰 것도 상관없지만 바인딩의 탈착에 지장이 없도록 손가락의 움직임이 자연스러워야 한다. 미톤 타입(벙어리장갑 모양으로 엄지손가락을 제외한 나머지 네 손가락이 한꺼번에 들어가게 만들어진 글로브)과 핑거타입 두 종류가 있는데, 미톤 타입은 따뜻하지만 너무 크거나 재질이 두꺼우면 바인딩의 탈착이 어려워진다. 손목에서 손바닥을 덮는 프로텍터가 달린 제품도 있다.

### 모자
머리의 보온과 보호의 목적으로 사용된다. 모자가 바람에 날아가는 경우도 있으니 고글로 고정시키거나 머리에 잘 맞춰 써야 한다. 초보자의 경우는 헬멧을 사용하는 것이 좋다.

### 고글
눈발이 날리거나 바람이 강한 날 시야를 양호하게 유지하게 해주고 얼굴에 눈이 직접 닿는 것으로부터 보호해준다.

### 기타
- 넥 워머

목에 눈이 들어오지 않고 목 주위를 따뜻하게 해주는 것이다. 통이나 삼각형의 형태가 있다.
- 이너웨어

보온 조절을 위해 타이즈나 내복을 입는 것이 좋다.

## 스노보드 용어
- 노즈: 스노보드의 앞끝 부분. 톱이라고도 함.[3]
- 테일: 스노보드의 뒤쪽부분[3]
- 사이드컷: 보드의 옆구리 쏙 들어간 부분
- 숄더: 노우즈와 테일에서 폭이 가장 넓은 부분
- 캠버: 보드를 바닥에 놨을 때 가운데가 땅에서 뜨는 것
- 엣지: 스노보드 활주면의 양단에 있는 스틸. 방향성을 좋게 하기 위한 것
- 토 사이드: 프론트 사이드라고도 하며 발끝의 에지를 말함. 토 사이드 턴은 발끝에 하중을 두고 하는 턴
- 힐 사이드: 백사이드라고도 하며 발꿈치의 에지를 말함. 힐 사이드턴은 발꿈치쪽에 하중을 두고 하는 턴
- 사이드컷: 보드 중앙이 좁게 들어간 부분
- 하중(Weighted): 보드에 중량을 싣는 일. 혹은 보드에 실려있는 무게를 일컫는 말[3]
- 발중(Unweighted): 보드에 실려있는 무개를 빼는 것[3]
- 에징 발중: 보드를 세워 발중하는 것. 일반적으로 턴 동작하는 방법
- 각도: 지면에 대해 에지를 세우는 것
- 그립: 에징이 걸리는 도구
- 카빙(턴): 보통 앞 라인이나 상급자의 기술로써, 스노보드의 보드를 설면으로부터 세워서 보드의 사이드 컷에 의한 회전력을 말함.[3] 스노보드 특유의 턴이 깊게 들어가는 활주. 에지를 세우고 에징이 작은 턴을 말함

## 같이 보기
- 샌드보딩